# 四条畷看護専門学校
四条畷看護専門学校（しじょうなわてかんごせんもんがっこう）とは、大阪府四條畷市にある私立専修学校。学校法人栗岡学園が運営する。募集人数は約40人。

## 沿革
- 1992年 - 開校

## 学科
- 看護師2年課程

## 所在地
- 〒575-0013 大阪府四條畷市田原台6丁目1番1号